# العلاقات الأمريكية القبرصية
العلاقات الأمريكية القبرصية هي العلاقات الثنائية التي تجمع بين الولايات المتحدة وقبرص.

## مقارنة بين البلدين
هذه مقارنة عامة ومرجعية للدولتين:
| وجه المقارنة                                              | الولايات المتحدة                                                                                                  | قبرص                                                                 |
| --------------------------------------------------------- | --- | -------------------------------------------------------------------- |
| المساحة (كم2)                                             | 9.83 مليون | 9.24 ألف                                                             |
| عدد السكان (نسمة)                                         | 311.58 مليون | 1.14 مليون                                                           |
| الكثافة السكانية (ن./كم²)                                 | 31.7 | 123.38                                                               |
| العاصمة                                                   | واشنطن العاصمة | نيقوسيا                                                              |
| اللغة الرسمية                                             | لغة إنجليزية | اليونانية الحديثة، اللغة التركية، لغة يونانية                        |
| العملة                                                    | دولار أمريكي | يورو، جنيه قبرصي                                                     |
| الناتج المحلي الإجمالي (بليون دولار)                      | 19.39 تريليون | 21.65 مليار                                                          |
| الناتج المحلي الإجمالي (تعادل القوة الشرائية) بليون دولار | 18.04 تريليون | 26.73 مليار                                                          |
| الناتج المحلي الإجمالي الاسمي للفرد دولار أمريكي          | 56.12 ألف | 23.24 ألف                                                            |
| الناتج المحلي الإجمالي للفرد دولار أمريكي                 | 54.63 ألف | 30.24 ألف                                                            |
| مؤشر التنمية البشرية                                      | 0.920 | 0.850                                                                |
| رمز المكالمات الدولي                                      | +1 | +357                                                                 |
| رمز الإنترنت                                              | .us، حكومة، .mil، Edu.                                                                                            | .cy                                                                  |
| المنطقة الزمنية                                           | توقيت ساموا الأمريكية، توقيت أطلنطي موحد، منطقة زمنية وسطى، توقيت ألاسكا ‏، المنطقة الزمنية الجبلية، توقيت تشامرو ‏ | ت ع م+02:00، ت ع م+03:00، توقيت شرق أوروبا، توقيت شرق أوروبا الصيفي ‏ |

## مدن متوأمة
في ما يلي قائمة باتفاقيات التوأمة بين مدن أمريكية وقبرصية:
- ترتبط تاربون سبرينغز مع Larnaca Municipality  [لغات أخرى]‏ باتفاقية توأمة منذ 2009.[17]

## منظمات دولية مشتركة
يشترك البلدان في عضوية مجموعة من المنظمات الدولية، منها:
| علم المنظمة | اسم المنظمة                               | تاريخ انضمام الولايات المتحدة | تاريخ انضمام قبرص |
| ----------- | ----------------------------------------- | ----------------------------- | ----------------- |
|             | وكالة ضمان الاستثمار متعدد الأطراف        | 12 أبريل 1988                 | 12 أبريل 1988     |
|             | الاتحاد الدولي للاتصالات                  | 1 يوليو 1908                  | 24 أبريل 1961     |
|             | يونسكو                                    | 4 نوفمبر 1946                 | 6 فبراير 1961     |
|             | الأمم المتحدة                             | 24 أكتوبر 1945                | 20 سبتمبر 1960    |
|             | مؤسسة التمويل الدولية                     | 20 يوليو 1956                 | 2 مارس 1962       |
|             | منظمة الشرطة الجنائية الدولية             | ?                             | ?                 |
|             | الاتحاد البريدي العالمي                   | ?                             | ?                 |
|             | منظمة حظر الأسلحة الكيميائية              | ?                             | ?                 |
|             | منظمة التجارة العالمية                    | ?                             | ?                 |
|             | منظمة الأمن والتعاون في أوروبا            | 25 يونيو 1973                 | 25 يونيو 1973     |
|             | مجموعة الموردين النوويين                  | ?                             | ?                 |
|             | المركز الدولي لتسوية المنازعات الاستشارية | 14 أكتوبر 1966                | 25 ديسمبر 1966    |
|             | البنك الدولي للإنشاء والتعمير             | 27 ديسمبر 1945                | 21 ديسمبر 1961    |
|             | مؤسسة التنمية الدولية                     | 24 سبتمبر 1960                | 2 مارس 1962       |
|             | المنظمة الهيدروغرافية الدولية             | ?                             | ?                 |
|             | الفريق المعني برصد الأرض                  | ?                             | ?                 |
|             | مجموعة أستراليا                           | 1985                          | 2000              |

## وصلات خارجية
- موقع وزارة الخارجية الأمريكية
- موقع وزارة الخارجية القبرصية